# Nälkäjärvi (sjö i Lappland)
Nälkäjärvi är en sjö i Finland. Den ligger i kommunen Kittilä i landskapet Lappland, i den norra delen av landet, 800 km norr om huvudstaden Helsingfors. Nälkäjärvi ligger 190,1 meter över havet. Arean är 28,4 hektar och strandlinjen är 2,48 kilometer lång. Sjön  ingår i Kemi älvs huvudavrinningsområde. 